# João Martins (cyclisme)
Pour les articles homonymes, voir Martins.
João Martins, né le 27 mars 2004 à Vila Nova de Gaia, est un coureur cycliste portugais. Il participe à des compétitions sur route et sur piste.

## Biographie
En 2021, João Martins se classe deuxième du championnat du Portugal sur route cadets. Il devient également champion national junior de la course à l'élimination en 2022. L'année suivante, il représente son pays natal aux championnats du monde sur piste chez les élites,. Il intègre aussi l'équipe continentale Rádio Popular-Paredes-Boavista. Bon sprinteur, il obtient deux tops dix sur des étapes du Tour de l'Alentejo en 2024. Il s'impose par ailleurs sur la dernière étape du Tour du Portugal de l'Avenir, dans la catégorie des espoirs. 

## Palmarès sur route
- 2020
  - 3e du championnat du Portugal sur route cadets
- 2021
  - 2e du championnat du Portugal sur route cadets
- 2024
  - 4e étape du Tour du Portugal de l'Avenir
- 2025
  - 1re étape du Tour du Portugal de l'Avenir
  - 2e du championnat du Portugal sur route espoirs

## Palmarès sur piste

### Championnats nationaux
- 2022
  -  Champion du Portugal de l'élimination juniors
  - 3e du championnat du Portugal de course aux points juniors
  - 3e du championnat du Portugal du scratch juniors
- 2025
  - 3e du championnat du Portugal de l'élimination
  - 3e du championnat du Portugal de l'américaine